# Eugen Wüster

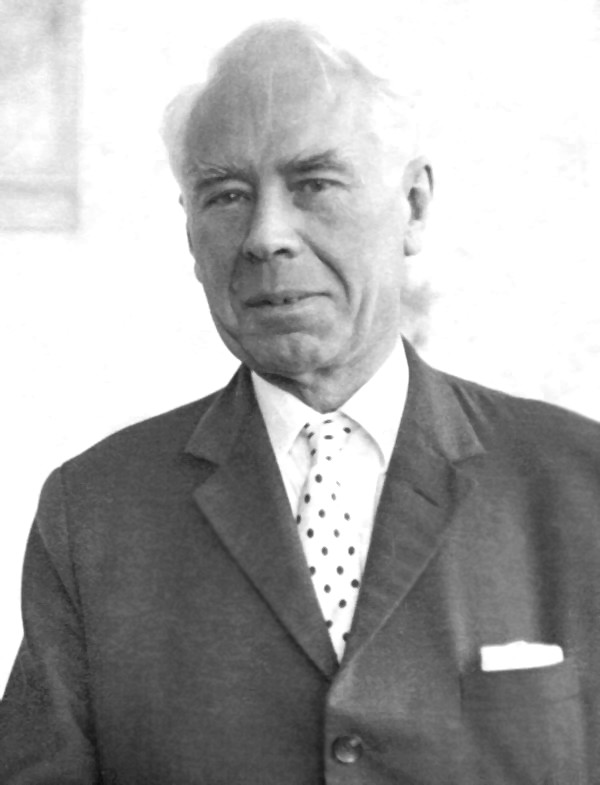
Eugen Wüster, 1967

Eugen Wüster (ur. 10 października 1898 w Wieselburgu, Niederösterreich, zm. 29 marca 1977) – austriacki uczony-leksykograf, twórca nauki o terminologii jako niezależnej dyscypliny, zawartej w pracy "Einführung in die allgemeine Terminologielehre und terminographische Lexikographie".
Studiował na Politechnice Berlińskiej, pracując jednocześnie w Siemens-Schuckertwerke, w 1927 r. otrzymał dyplom z dziedziny elektryczności i elektrotechniki. Po ojcu odziedziczył firmę Wüster & Co. w Wieselburgu, produkującą narzędzia. Na przełomie lat 20. i 30. zdobył tytuł doktorski na politechnice w Stuttgarcie, w latach 30. został profesorem uniwersyteckim, w uznaniu prac terminologicznych na rzecz ISA, a potem ISO. Został też przewodniczącym komisji ds. terminologii i leksykografii Międzynarodowego Stowarzyszenia Lingwistyki Stosowanej i profesorem leksykologii na uniwersytecie w Wiedniu.
Wüster jeszcze w latach 20. zajmował się publikowaniem słowników w języku esperanto (znał go dobrze już w wieku 15 lat), mając nadzieję na uczynienie esperanta fundamentem międzynarodowej terminologii naukowej i technicznej. Już w 1918 rozpoczął publikowanie słownika encyklopedycznego esperanta, którego następne tomy ukazały się w latach 1923–1929.
W 1931 w Berlinie ukazała się jego fundamentalna praca "Internationale Sprachnormung in der Technik, besonders in der Elektrotechnik", która wywarła też wpływ na późniejsze prace językowe International Auxiliary Language Association i ostateczną postać leksyki języka interlingua, który Wüster dobrze znał (współpracował przy drugim wydaniu "Interlingua Grammar" w 1971 r.). W 1935 był koordynatorem niemieckiej terminologii w wielojęzycznym słowniku elektrotechnicznym.
Po wojnie kontynuował prace terminologiczne na forum międzynarodowym.